# Terrence E. Peabody
Terrence „Terry“ Elmore Peabody (* 12. September 1939 auf Guam) ist ein Geschäftsmann mit US-amerikanischen Wurzeln. Bekannt wurde Peabody in den 1980er Jahren als Gründer von Transpacific Industries, dem heute größten australischen Entsorgungsunternehmen.

## Leben und Werk
Der Absolvent der Culver Militärakademie (Abschluss 1958) kam in den sechziger Jahren nach Australien und wurde dort zum Multimillionär. Er arbeitete zunächst als Ingenieur im Rahmen des gigantischen Snowy-Mountains-Systems, eines der weltweit größten Stauwerke, das von 1949 bis 1974 gebaut wurde. Beim Bau der dafür notwendigen Tunnel und Dämme wurde Flüssigzement zur Stabilisierung des Untergrundes eingesetzt. Dort entwickelte er auch seine erste Geschäftsidee: Ihm fiel auf, dass Flugasche, die in der Zementproduktion eingesetzt wurde und die bis zu diesem Zeitpunkt teuer importiert wurde, auch in der australischen Kohleförderung als Abfallprodukt anfiel. Peabody gründete das Unternehmen Pozzolanic und stieg in den Handel mit Flugasche ein, die er den Kohleförderern abkaufte und an die Zementindustrie weiterverkaufte. Mit Teilen dieser Unternehmung ging er in den 1980er Jahren an die Börse und verkaufte seine Anteile nach einer deutlichen Wertsteigerung weiter. Den dabei erzielten Gewinn investierte er in neue Geschäfte.
1987 gründete Peabody Transpacific Industries. Ziel der Unternehmensgründung war es, im damals noch zersplitterten Entsorgungsmarkt einen starken Player aufzustellen. Dies gelang Peabody durch eine aggressive Akquisitionsstrategie, im Zuge derer er innerhalb von nur zwei Jahren fast 50 kleinere und mittlere Abfallentsorger aufkaufte. Diese Strategie war im Grunde genommen erfolgreich, aber schuldenfinanziert. Während der Finanzkrise ab 2007 wurde dies Peabody zum Verhängnis, die Aktie von Transpacific sank von über 10 US-Dollar auf 80 Cent. Peabody musste 2009 einem Notverkauf an einen Investor zustimmen und verließ das Unternehmen ein Jahr später. 2012 verklagte Peabody Transpacific auf 4,6 Millionen Dollar Schadenersatz, weil das Unternehmen während der Bieterphase einen höher bietenden Investor, dessen Angebot nach Ablauf der Bieterfrist einging, nicht mehr zugelassen hatte.
Das Forbes Magazine führte Peabody 2006, vor der Finanzkrise, auf Platz 18 der reichsten Australier. Während der Blütezeit von Transpacific Industries wurde er auch „Australiens goldener Garbo“ genannt, in Anlehnung daran, dass er den Müll anderer Leute in ein Milliarden-Vermögen verwandelte. Im Laufe der Jahre war Peabody u. a. auch CEO und Aufsichtsratsvorsitzender von Western Star Trucks, Gründer und Aufsichtsratsvorsitzender von StarDyne Technologies Inc. sowie Direktor von Tandem Trading Pty, einem Lebensmittelimport-/-exportunternehmen mit Schwerpunkt Asien.
Zurzeit hat er zwei Aktivitäten im Fokus: Zum einen kümmert er sich noch um die verbliebenen Teile seines Unternehmens Pozzolanic Industries auf den Philippinen (Entsorgung/Flugasche) und um das 1997 gegründete Weingut Craggy Range in Neuseeland, das als Familienunternehmen mit Beteiligung seiner Söhne TJ und David sowie der Tochter Mary-Jeanne geführt wird. In Craggy Range hat die Familie Peabody bis dato 65 Millionen Dollar investiert.
Peabody lebt mit seiner zweiten Frau Mary abwechselnd in Queensland/Australien, in Neuseeland und in Whistler/Kanada.